# Millonfosse
Millonfosse és un municipi francès, situat a la regió dels Alts de França, al departament del Nord. L'any 2006 tenia 669 habitants. Limita al nord amb Rosult, a l'est amb Saint-Amand-les-Eaux, al sud amb Hasnon, al sud-oest amb Tilloy-lez-Marchiennes i a l'oest amb Bousignies.

## Demografia
| 1962                                       | 1968 | 1975 | 1982 | 1990 | 1999 | 2006 |
| ------------------------------------------ | ---- | ---- | ---- | ---- | ---- | ---- |
| 478                                        | 507  | 524  | 547  | 640  | 607  | 669  |
| Des de 1962: població sense dobles comptes |      |      |      |      |      |      |

## Administració
| Període | Identitat         | Partit |
| ------- | ----------------- | ------ |
| 2001-   | Claudine Glorieux |        |